# Coelenteracina

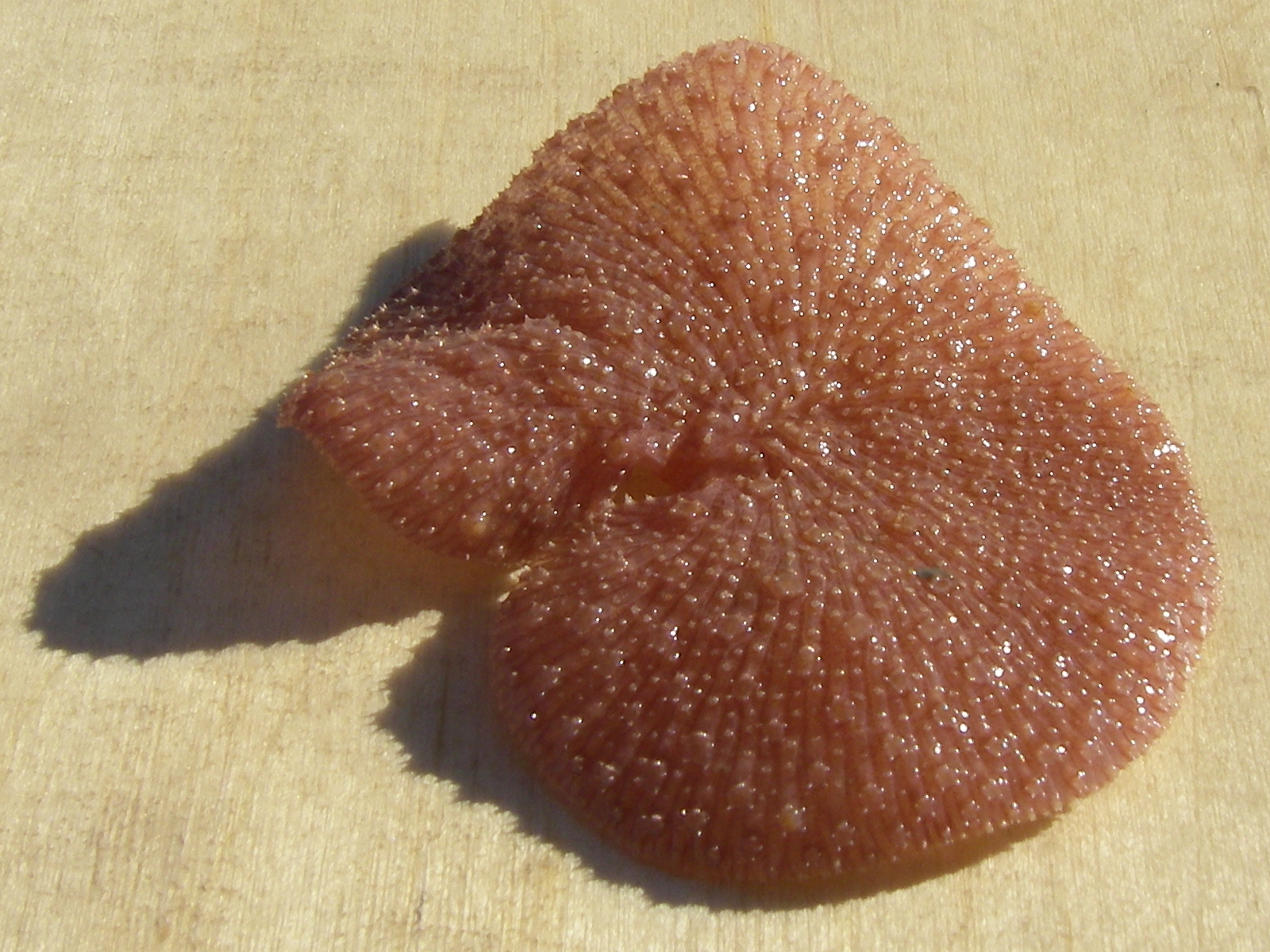
Renilla reniformis

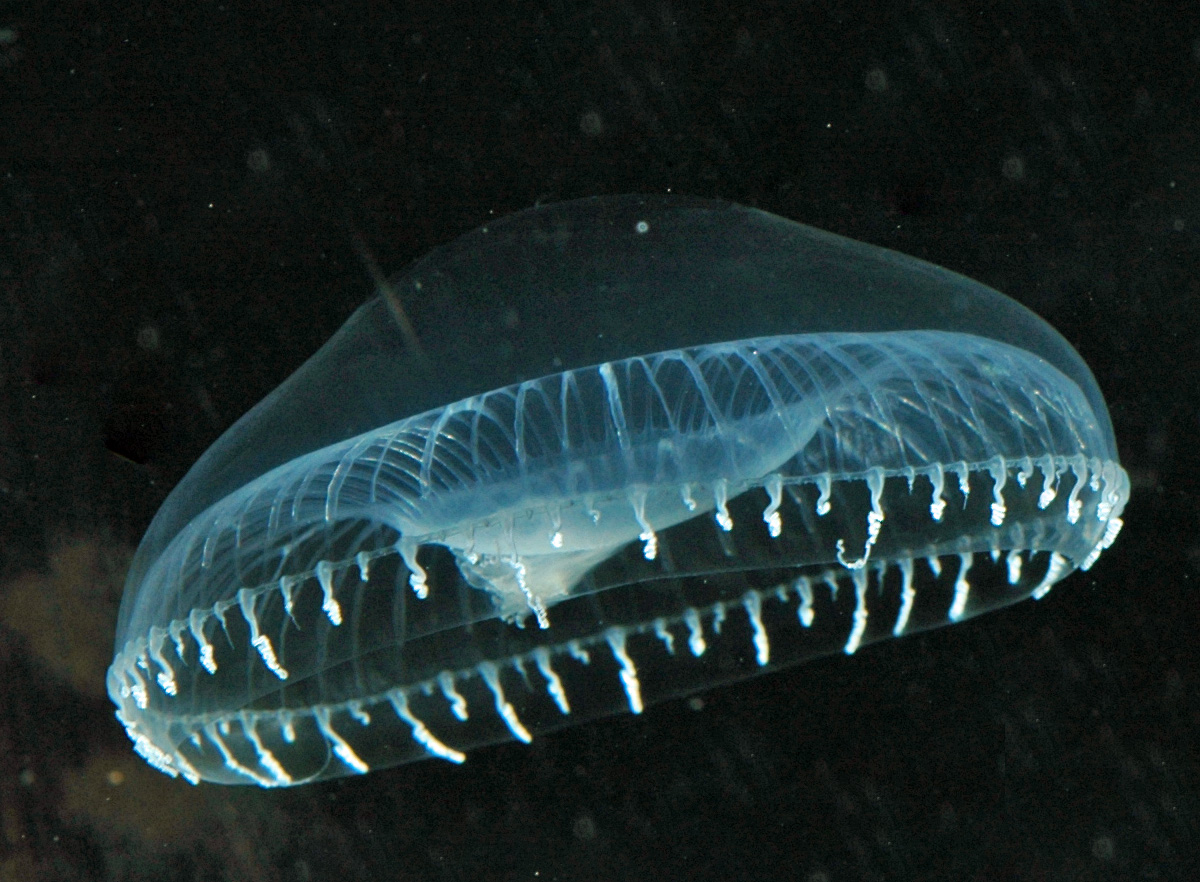
Aequorea victòria

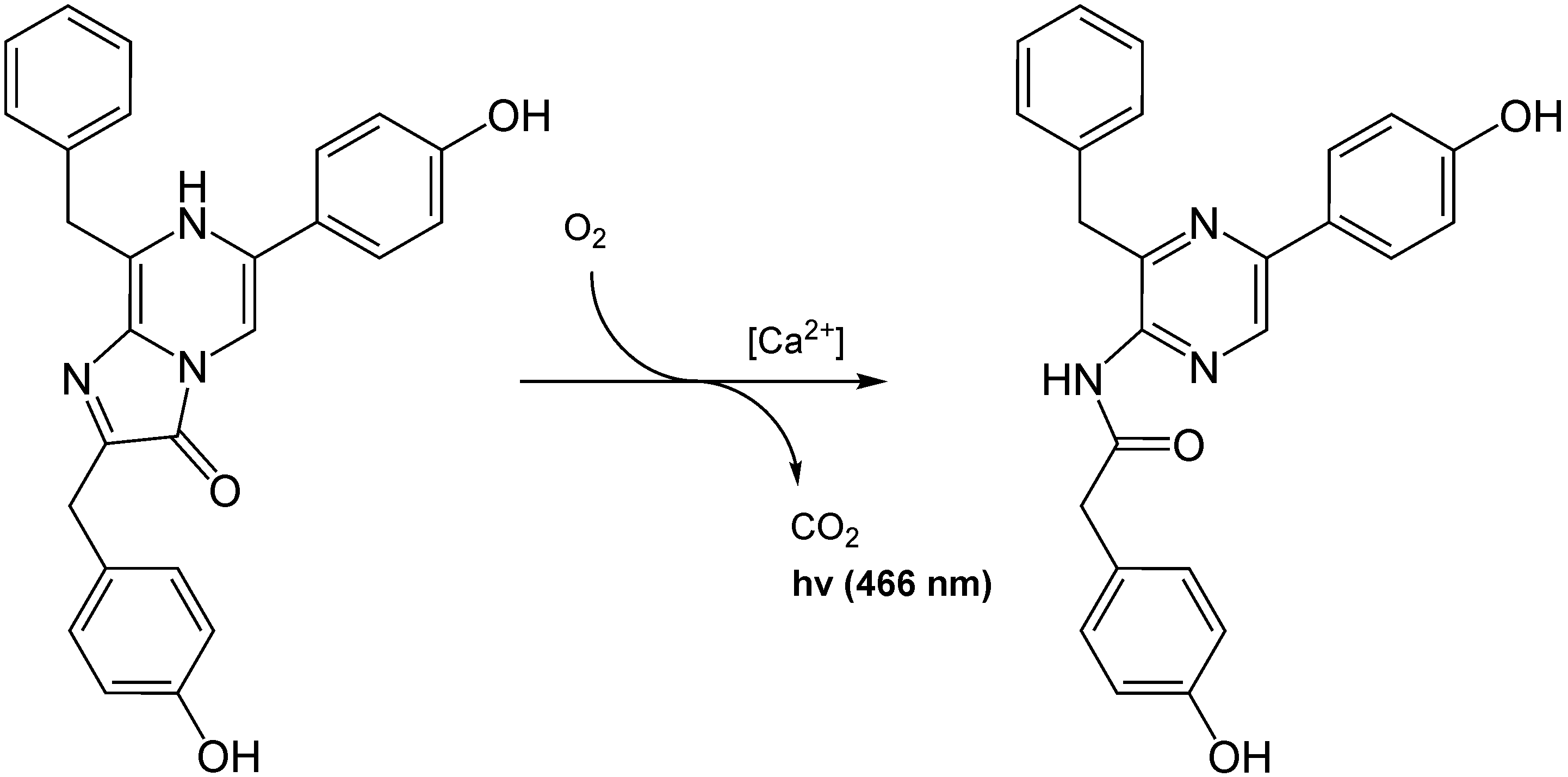
L'aequorina cataliza l'oxidació de coelenteracina (esquerra) en coelenteramida i es produeix una llum de baixa energia

La coelenteracina és una luciferina, una molècula emissora de llum, que es troba en molts organismes aquàtics. És el substrat de moltes luciferines i fotoproteïnes, incloent-hi la luciferasa Renilla reniformis, Gaussia luciferas, l'aequorina i l'obelina.

## Propietats
- Nom UIPAC = 6-(4-hydroxyphenyl)-2-[(4-hydroxyphenyl)methyl]-8-(phenylmethyl)-7H-imidazo[3,2-a]pyrazin-3-one.
- Altres noms = Renilla Coelenteracina.
- Fórmula molecular = C26H21N3O3
- Massa Molar = 423.463.
- Aparença = cristalls ataronjats grogrencs
- Punt de fusió = 175-178 °C.
- Altres: la molècula absorbeix la llum en l'espectre ultraviolat i visible, amb pic d'absorció a 435 nm en metanol, que dona a la molècula un color groc. La molècula s'oxida espontàniament en condicions aeròbiques o en alguns dissolvents orgànics tals com la dimetilformamida i DMSO i s'emmagatzema preferentment en metanol o en un gas inert.

## Història
La coelenteracina l'aïllaren i caracteritzaren simultàniament dos grups de recerca que estudien els processos luminescents de la mar en les espècies Renilla reniformis i Aequorea victòria, totes dues radiades. Tots dos grups, sense saber-ho, descobriren que s'usava el mateix compost en tots dos sistemes luminescents d'espècies; el nom de la molècula, però, prové d'una derivació del nom celenterats. De la mateixa manera, els dos metabòlits principals, coelenteramida i coelenteramina, s'anomenaren després dels seus respectius grups funcionals.

## Ocurrència de la coelenteracina en el regne animal
La coelenteracina es troba extensament en els organismes marins, incloent-hi:
- Radiolaris
- Ctenòfors
- Cnidaris com l'Aequorea victòria, reniformes com Obelia geniculata i Renilla reniformis
- Calamars com Watasenia scintillans i Vampyroteuthis infernales
- Carideus com Systellaspis debilis i Oplophorus gracilirostris
- Copèpodes com Pleuromamma xiphias i Gaussia princeps
- Quetògnats[6]
- Equinoderms com Amphiura filiformis
- Peixos, incloent-hi alguns neoscopèlids i mictòfids

El compost també s'ha aïllat a partir d'organismes no luminescents, com ara l'areng de l'Atlàntic i algunes espècies de carideus com ara Pandalus boreales i Pandalus platyuros.